# Drudkh
I Drudkh sono un gruppo musicale ucraino, fondato nel 2002. Il nome in sanscrito significa "bosco".
Il cantante Thurios è proprietario dell'etichetta Stuza Productions, nonché artefice del progetto musicale Hate Forest.

## Formazione
Attuale
- Thurios – voce, tastiera
- Roman Saenko – chitarra, basso
- Vlad – batteria, tastiera

Ex componenti
- Amorth – batteria, tastiera

## Discografia

### Album in studio
- 2003 – Forgotten Legends
- 2004 – Autumn Aurora
- 2005 – The Swan Road
- 2006 – Blood in Our Wells
- 2006 – Songs of Grief and Solitude
- 2007 – Estrangement
- 2009 – Microcosmos
- 2010 – Handful of Stars
- 2012 – Eternal Turn of the Wheel
- 2015 – A Furrow Cut Short
- 2018 – They Often See Dreams About the Spring
- 2022 – All Belong to the Night
- 2025 – Shadow Play

### Raccolte
- 2014 – Eastern Frontier in Flames

### EP
- 2007 – Anti-Urban
- 2010 – Slavonic Chronicles

### Split
- 2014 – Thousands of Moons Ago/The Gates (con i Winterfylleth)
- 2016 – One Who Talks with the Fog/Pyre Era, Black! (con gli Hades Almighty)
- 2016 – Betrayed by the Sun/Mirages (con i Grift)
- 2017 – Somewhere Sadness Wanders/Schnee (IV) (con i Paysage d'Hiver)